# Grande Aiguille de la Bérarde
Grande Aiguille de la Bérarde – szczyt w Alpach Delfinackich, części Alp Zachodnich. Leży w południowo-wschodniej Francji w regionie Owernia-Rodan-Alpy, przy granicy z Włochami.